# 熱川温泉
熱川温泉（あたがわおんせん）は、静岡県賀茂郡東伊豆町にある温泉。

## 泉質
- 塩化物泉

## 温泉街
海沿いまで山が突き出た狭地に19軒の旅館ホテルが存在する。熱川の源泉温度はほぼ100℃であることから、源泉井の上部からは湯気が多く出ており、湯煙に包まれた温泉街の光景を形成している。
温泉熱を利用した熱川バナナワニ園が有名。
- 海岸沿いに露天風呂「高磯の湯」があり、夏場は併設されているプールも利用できる（通常600円、夏季はプール込みで700円）。
- 伊豆熱川駅前に温泉足湯「熱川湯の華ぱあーく」（無料）がある。
- 海岸沿いに温泉足湯「熱川ほっとぱあーく」（無料）がある。

## 歴史
- 開湯伝説では、太田道灌が川底から温泉が湧いている場所で傷を癒している猿を見て、温泉を発見したという。
- 1969年（昭和44年）11月19日 - 温泉街にあった温泉旅館大和館から出火して全焼。158人の宿泊者のうち1人が死亡、13人が重軽傷[1]。
- 1978年（昭和53年）1月14日 - 伊豆大島近海の地震が発生して被害多数。某ホテル従業員寮（鉄筋コンクリート三階建て）が崩れて死者も生じた[2]。

## 観光スポット
- 熱川バナナワニ園　本園・ワニ園・分園と三つのエリアにわかれ、世界中のワニ、オオオニバスなどの熱帯植物、レッサーパンダなどの動物を見ることができる。
- お湯かけ弁財天
- 熱川海水浴場「熱川YOU湯ビーチ」　東伊豆町唯一の砂浜の海水浴場。7月には花火大会も行われる。
- 熱川ハーブテラス

## 交通アクセス
- 鉄道：伊豆急行線伊豆熱川駅下車すぐ（特急踊り子号・サフィール踊り子号停車駅）
  - 伊東駅から特急で30分、普通で40分
  - 熱海駅から特急で50分〜1時間、普通で1時間〜1時間10分
  - 東京駅・新宿駅から特急で2時間10分〜2時間30分

- 道路：小田原西ICから国道135号線